# Agathylla formosa
Agathylla formosa is een slakkensoort uit de familie van de Clausiliidae. De wetenschappelijke naam van de soort is voor het eerst geldig gepubliceerd in 1835 door Rossmassler.